# بانابا
بانابا (به لاتین: Banaba) یک جزیره در کیریباتی است که در جزایر گیلبرت واقع شده‌است. بانابا ۲۶۸ نفر جمعیت دارد و ۸۱ متر بالاتر از سطح دریا واقع شده‌است.